# Eriocrania unimaculella
 Eriocrania unimaculella ist ein europäischer Kleinschmetterling aus der Familie der Trugmotten. Die Raupe miniert in Laubblättern von Birken.

## Merkmale

### Falter
Die Falter erreichen eine Flügelspannweite von 9 bis 12 Millimetern. Die Vorderflügel sind metallisch bronzefarben beschuppt mit eingesprengten hell goldfarbenen Schuppen und sind unregelmäßig purpurn überlaufen. Sie tragen am Hinterrand hinter der Flügelmitte einen weiß gefärbten, schmalen, leicht gebogenen queren Fleck, der etwa halbe Flügelbreite erreicht. Die Hinterflügel sind überwiegend grau, zum Hinterende hin mit purpurnem Schimmer. Die Schuppen der Hinterflügel sind breitoval und abgerundet. Thorax, Hinterleib und Antennen sind braun gefärbt. Die abstehende Beschuppung des Kopfs ist beim Männchen ebenfalls braungrau, beim Weibchen gelblich gefärbt.
Im Vorderflügel ist die Ader R (Radius) hinter der Zelle R-Cu bis zum Rand in fünf Äste geteilt (Untergattung Heringocrania, bei Eriocrania s. str. fehlt der Ast R3, damit nur vier Radialäste). Auch der Hinterflügel besitzt nur vier Radialäste, hier fehlt die Ader R2 (Unterschied zu Eriocrania (Dyseriocrania) subpurpurella).

### Raupe
Die Raupe ist weiß gefärbt mit brauner Kopfkapsel, die normalerweise etwas in den semitransparenten Prothorax zurückgezogen ist. Die hinteren Fortsätze der Kopfkapsel scheinen durch und erscheinen als undeutliche dunkle Flecke. Am ersten Abdominalsegment sitzt seitlich jeweils ein schwer sichtbarer Fortsatz.

## Lebensweise
Die Raupe ist Minierer in Birkenblättern. Die Weibchen legen ihre Eier in die aufbrechenden Knospen ab. Die Mine beginnt am Blattrand und weitet sich zu einer Platzmine aus. In der Mine sind im Gegenlicht lange Kotspuren erkennbar. Die Raupe ist in Mitteleuropa normalerweise im frischen Laubaustrieb im April bis Mai, in höheren Lagen bis Anfang Juni anzutreffen. Im Anschluss an die Fraßzeit verlässt die Raupe die Mine und lässt sich zu Boden fallen. Sie spinnt in den oberen Bodenschichten einen Kokon, in dem sie sich im folgenden Hochsommer verpuppt. Die Puppen überwintern. Die Flugzeit der Falter reicht vom März bis in den April.

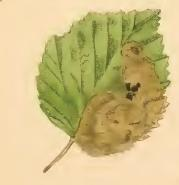
Platzmine der Art

Die Art ist weit verbreitet und häufig, aber normalerweise ökonomisch bedeutungslos. Auf Island hat sie vereinzelt vorzeitigen Laubfall an Fjellbirken verursacht. Im Frühjahr treten zur gleichen Zeit, oft mit ihr vergesellschaftet, im selben Habitat die verwandten Eriocrania sangii und Eriocrania semipurpurella auf.
Die Art wird von Schlupfwespen der Gattung Tersilochus parasitiert (Ichneumonidae, Tersilochinae). Die Raupen werden noch in den Minen mit Eiern des Parasitoiden belegt. Die reifen Larven spinnen einen Kokon innerhalb des Wirtskokons, die Imagines sind ab September anzutreffen, sie verbleiben bis zum Frühjahr im Kokon. Die Parasitierungsraten sind im Allgemeinen gering (weniger als 5 Prozent).

## Verbreitung
Eriocrania unimaculella lebt in Mittel- und Nordeuropa, einschließlich Großbritannien, Irland und Island. Sie fehlt im größten Teil des Mittelmeerraums, kommt aber in Rumänien vor.

## Phylogenie, Taxonomie und Systematik
Für die paläarktischen Eriocraniidae sind unterschiedliche Systeme in Gebrauch, nach Untersuchung der Skelettmuskulatur sind alle Arten in der Gattung Eriocrania zu vereinen. Nach anderer Auffassung sollte diese Gattung aufgespalten werden. Bei einer Analyse anhand der 18S rDNA gruppierte sie mit Eriocrania.
Zetterstedt beschrieb die Art ursprünglich als Adela unimaculella. Ein weit verbreitetes Synonym ist Heringocrania unimaculella, ein weiteres Mnemonica unimaculella.